# Vraneševci
Vraneševci – wieś w Chorwacji, w żupanii virowiticko-podrawskiej, w gminie Čađavica. W 2011 roku liczyła 152 mieszkańców.